# Reshard Langford
Pour les articles homonymes, voir Langford.
(en) Statistiques sur pro-football-reference
Reshard Nelson Langford (né le 6 février 1986 à Tanner) est un joueur américain de football américain.

## Enfance
Langford étudie au lycée de sa ville natale de Tanner où il joue au football, basket-ball, baseball et athlétisme. Avec l'équipe de football américain, il joue aux postes de safety et running back.

## Carrière

### Université
Il joue pendant cinq saisons avec l'équipe de l'université de Vanderbilt dont quatre comme safety titulaire. En 2005, il est dans l'équipe des freshamn (étudiant de deuxième année) de la conférence SEC. Il effectue 247 tacles et onze interceptions lors de ses années universitaire. En 2008, il est nommé capitaine de l'équipe.

### Professionnel
Rashard Langford n'est sélectionné par aucune équipe lors du draft de la NFL de 2009. Le 27 avril 2009, il signe comme agent libre non drafté avec les Eagles de Philadelphie mais est libéré le 5 septembre, juste avant le début de la saison. Deux jours plus tard, il signe avec l'équipe d'entraînement des Eagles mais il ne joue aucun match avec l'équipe active.
Le 25 décembre, il signe avec l'équipe d'entraînement des Chiefs de Kansas City. En 2010, il entre au cours de six matchs avec les Chiefs avant d'être libéré durant la pré-saison 2011. Le 14 septembre 2011, il est recontacté par Kansas City après la blessure d'Eric Berry, forfait pour la saison 2011. Il signe avec les Roughriders de la Saskatchewan en 2013 mais n'est pas retenu sur l'équipe.

## Palmarès
- Équipe des freshman de la conférence SEC 2005